# Aleksander Reszelski
Aleksander Reszelski (ur. 23 lipca 1911 w Witaszycach, zm. 6 kwietnia 1982) – polski spółdzielca i polityk, poseł na Sejm PRL II kadencji.

## Życiorys
Uzyskał wykształcenie średnie, z zawodu handlowiec. W 1938 rozpoczął pracę w spółdzielni mleczarskiej w Czerniewicach. Po II wojnie światowej powrócił do Witaszyc, gdzie był współzałożycielem i pierwszym kierownikiem spółdzielni spożywców „Jedność”. W 1948 powołano go na stanowisko wiceprezesa, a następnie prezesa Powiatowego Związku Gminnych Spółdzielni „Samopomoc Chłopska” w Jarocinie. Wiceprezes Rady Klubu Sportowego „Sparta”. Należał do Polskiej Partii Socjalistycznej, a następnie do Polskiej Zjednoczonej Partii Robotniczej. Był radnym i członkiem prezydium powiatowej rady narodowej. W latach 1957–1961 pełnił mandat posła na Sejm PRL II kadencji z okręgu Jarocin. Zasiadał w Komisji Handlu Wewnętrznego oraz w Komisji Komunikacji i Łączności.
W 1955 odznaczony Medalem 10-lecia Polski Ludowej.
Pochowany na cmentarzu parafialnym w Witaszycach.